# 田中口駅
田中口駅（たなかぐちえき）は、和歌山県和歌山市太田にある和歌山電鐵貴志川線の駅。駅番号は02。

## 歴史
この駅の開業する2年前の1922年（大正11年）に国鉄紀勢西線（現在の紀勢本線）が和歌山駅（現在の紀和駅）から箕島駅まで開通し、東和歌山駅（現在の和歌山駅）が開業した。山東軽便鉄道はこの東和歌山駅に乗り入れをするため、秋月駅（現在の日前宮駅）から新しく東和歌山駅までの路線を開通させてそちらを使用することとした。この駅のある位置の西方700メートルほどの場所の旧線上にあった大橋駅は、新線開業後廃止になり、さらに新しい路線のこの附近には駅が設けられなかったので、もとの大橋駅があった附近の住民は新しい路線の開通により不便をきたすようになった。そしてそのため住民らが請願を行い、この駅は開業した。

### 年表
- 1924年（大正13年）6月15日：山東軽便鉄道の東和歌山駅（現在の和歌山駅）- 秋月駅（現在の日前宮駅）間に開業[2]。
- 1929年（昭和4年）11月：社名変更により山東鉄道の駅となる。
- 1931年（昭和6年）4月28日：社名変更により和歌山鉄道の駅となる。
- 1957年（昭和32年）11月1日：和歌山電気軌道との合併により同社鉄道線の駅となる。
- 1961年（昭和36年）11月1日：南海電気鉄道との合併により同社貴志川線の駅となる。
- 2006年（平成18年）4月1日：和歌山電鐵への継承により同社貴志川線の駅となる。

## 駅構造
単式ホーム1面1線のみを持ち、列車同士の行き違いはできない地上駅。
無人駅で、自動券売機や自動改札機などは設置されておらず、スルッとKANSAI対応のカードも使用できない。
1990年代は木造駅舎が残存していたが、後に撤去された。ホームには上屋が設けられており、上屋の裏には小さなトイレ（男女共用・水洗式）が設置されている。またホームと外部とは三段の短い階段と緩やかなスロープで結ばれている。

## 利用状況
2020年（令和2年）度の調査結果では、1日平均乗降人員は139人である。
各年度の1日平均乗降人員は下記の通り。
| 年度   | 1日平均 乗降人員 |
| ------ | ---------------- |
| 1980年 | 88               |
| 1985年 | 101              |
| 1990年 | 108              |
| 1995年 | 159              |
| 2000年 | 93               |
| 2001年 | 89               |
| 2002年 | 95               |
| 2003年 | 89               |
| 2004年 | 88               |
| 2005年 | 91               |
| 2006年 | 216              |
| 2007年 | 217              |
| 2008年 | 164              |
| 2009年 | 161              |
| 2010年 | 160              |
| 2011年 | 160              |
| 2012年 | 159              |
| 2013年 | 168              |
| 2014年 | 167              |
| 2015年 | 185              |
| 2016年 | 175              |
| 2017年 | 173              |
| 2018年 | 166              |
| 2019年 | 159              |
| 2020年 | 139              |
| 2021年 | 140              |

## 駅周辺
この駅は和歌山県の県庁所在地和歌山市の市街地にあり、辺りには住宅が立て込んでいる。当駅の田中口という駅名の由来ともなった田中町はこの駅の北東およそ300mほどのところにあり、当駅とわずか600 mほどしか離れていない和歌山駅から行くのと、距離の点では変わらない。この駅は丁度貴志川線の線路がJR西日本のきのくに線から別れる付近にある。
- 来迎寺

当駅の北東およそ500 mほどのところにある浄土宗の寺で和歌山駅からも近い。この寺の境内に太田城の址があると伝わっていて、1921年（大正10年）建立の太田城址の碑もあるが、確証があるというわけではない。
- 大立寺

当駅の西方およそ600 mほどのところにある浄土宗の寺で和歌山駅からも近い。この寺の境内には徳川吉宗の祖母たる冷香院の墓もある。またこの寺の立派な山門は前述した太田城の大門を移築したものと伝わる歴史あるものである。
- 惣光寺

当駅の南西すぐのところにある真言宗の寺。
- 和歌山市立新南小学校
- 新南公園
- 和歌山新出島郵便局
- 和歌山県道138号和歌山野上線
- 和歌山バス「木広町」停留所

## 隣の駅
和歌山電鐵
■貴志川線
和歌山駅 (01)- 田中口駅 (02) - 日前宮駅 (03)
- （）内は駅番号を示す。